# 박창암
박창암(朴蒼巖, 1923년 5월 15일 ~ 2003년 11월 10일)은 만주군 간도특설대 하사관 출신의 대한민국 육군 군인·정치인·역사가·언론인·저술가이다. 아호를 ‘만주’라고 정할 만큼 간도를 비롯한 고구려와 고조선의 영토를 회복하겠다는 신념이 강한 사람이었다. 호는 만주(滿洲)를 주로 쓰지만 허주(虛舟), 농부(農夫)도 가끔 썼다. 1968년 사재를 털어 월간 ‘자유’지를 창간했다.

## 생애
본관은 밀양(密陽). 함경남도 북청에서 출생하였으며 지난날 한때 함경남도 단천에서 잠시 유아기를 보낸 적이 있다. 만주국립연길(간도)사범학교를 졸업하고 간도의 조양천(朝陽川)초등학교에서 교사를 하다 1943년 만주국 군대인 간도특설대에 입대했다. 간도특설대는 만주국 북부에 있던 사회주의 계열 민족 해방세력인 팔로군, 동북항일연군, 조선의용대와 만주 북서부에 잔존해 있던 대한독립군단을 토벌하기 위한 특수 목적을 띈 독립군 토벌 부대였다. 간도특설대가 살해한 항일무장세력과 민간인은 172명에 달한다. 강간·약탈·고문을 당한 이들도 적잖다.
광복 후 그는 평양에서 협신(協新)공업학교 교사를 하다 서울로 옮겨 1949년 육군 중위로 임관해 6·25전쟁을 치르게 됐다. 전쟁 중 그는 빨치산을 토벌하는 작전과 대북 심리전 분야에 주로 참여했다. 한국전쟁 당시 8사단 수색대장과 동해유격대장, 육군 특수부대장을 지냈으며, 60년 육군사관학교 생도대장을 역임했다. 이러한 그가 세인의 주목을 받게 된 것은 1961년 박정희 소장이 주도한 5·16군사정변에 참여하면서다. 박정희, 장도영 등과 함께 5·16 군사 정변에 가담하였으나 알래스카 토벌 작전으로 숙청되었다. 육군 준장으로 예편하였다. 그는 5·16에 주체세력으로 참여해 구정권의 부패를 날리는 서슬 시퍼런 ‘혁명검찰부’의 부장을 맡았다.
그는 혁명검찰부장으로 활동할 당시 장도영 국가재건최고회의 의장을 반혁명 음모 혐의로 구속, 군사재판에 회부하기도 했다. 그러나 63년 2월 혁명검찰부장을 그만두고 준장으로 예편하자마자 본인이 오히려 반혁명 혐의로 구속되는 ‘인생유전’을 겪었다. 1963년 3월11일 김재춘씨가 이끄는 중앙정보부는 그가 반혁명사건에 연루된 인물이라고 발표했다. 중앙정보부는 5·16 당일 박정희 소장과 함께 해병대를 이끌고 한강 인도교를 건너 쿠데타를 성공시킨 김동하 예비역 해병대 중장과 박임항 예비역 육군 중장, 이규광 예비역 육군 준장(전두환 전 대통령 부인인 이순자 여사의 삼촌) 등 5·16 핵심 멤버가 그와 함께 5·16을 뒤집는 반혁명을 모의했다고 발표했다.
박정희 세력이 아직 민정(民政)으로 이양하지 않은 시점에서 터져 나온 이 반혁명사건은 커다란 충격을 던졌다. 이 사건은 ‘군사혁명을 통해 목적한 바를 성공시켰으니 이제 군은 본연의 임무로 돌아가자’는 세력과, ‘군사혁명을 성공시켰으니 차제에 군복을 벗고 정부를 이끌어 군사혁명의 취지를 강화하겠다’는 박정희 세력 사이의 갈등에서 빚어진 것이었다. 법정에 선 박창암씨는 “혁명의 목적은 달성됐으므로 군은 당초의 약속대로 참신한 민간인에게 정권을 이양하고 군 본연의 임무로 돌아가야 한다”며 박정희 국가재건최고회의 의장을 맹비난했다.
재판부는 박씨에게 징역 13년을 선고했으나 1년 후 그는 형 면제처분으로 석방됐다. 63년 준장으로 예편했다. 그가 교도소에 있는 사이에 박정희는 대장으로 전역하고 제5대 대통령선거에 출마해 당선됐다. 대통령이 된 박정희는 박씨 등에게 형 면제처분과 함께 복권 조치를 취했다. 교도소에서 나온 박씨는 박정희 정부와는 거리를 두고 그가 생각해온 철학을 관철하기 위해 1968년 사재를 털어 월간 ‘자유’지를 창간해 2002년까지 월간 ‘자유’의 발행인으로 일했다.
반혁명사건으로 투옥되기 전까지 박창암씨의 키워드가 반공이었다면 자유지 창간 이후 그의 주제어는 ‘국사(國史)’로 바뀌었다. 1차적인 계기는 그가 간도에서 자랐다는 데서 찾아야 할 것이고, 2차적 계기는 당시 대전 지역에서 국사 바로 세우기 운동을 하던 이유립씨와의 만남을 꼽아야 할 것 같다. 박씨와 의기가 상통한 이유립씨는 1970년대 중반부터 ‘자유’지에 글을 싣기 시작했다. 이유립씨는 ‘자유’지 에  자신의 글을 통해 민족사관의 관점을 알릴 수 있었다.
90년대에 들어와서는 “5·16 세력은 혁명공약을 완수하고 국민들과 약속했던 대로 민정이양을 했어야 한다”는 주장을 펴기도 했다. 반공 잡지인 월간 ‘자유’의 발행인으로 변신한 이후에는 과거의 동료들과 거의 접촉하지 않고 잡지 만드는 일에만 몰두해왔다. 2003년 11월 10일 작고했다.

### 약력
- 함경남도 북청군 양화면 출생
- 옌지에서 연길사범학교를 졸업하고 교직에 근무
- 태평양 전쟁 중이던 1943년 만주군의 간도 특설대에 입대,
- 1946년 미군정하에서 군사영어학교에 입교
- 1949년 군에 복귀하여 육군 중위로 특별 재임관[1][7]
- 1950년 육군 대위 진급.
- 한국 전쟁 시 낙동강 전투 참가, 북진시 8사단 수색대대장. 이후 백골병단, 일명 커크랜드 부대인 동해안 유격대장 등 유격부대에서 활동[1]
- 1951년 대한민국 최초의 정규 특수부대인 육군본부 직할 특수부대 9172부대 근무, 1953년 미국 특수전학교 졸업[8]
- 1952년 육본 직할 특수부대인 무지개 부대장으로 제주도 공비 토벌 지휘하였음.
- 1961년 박정희의 5·16 군사정변 때는 사관생도의 혁명지지 행진을 하도록 하는데 큰역할을 하여 쿠테타 세력에 큰 힘이 되어줌. 당시 계급은 육군 대령이었음
- 쿠데타가 성공한 뒤 부정축재자 적발 처벌 등 국가기강쇄신을 담당 하는 국가재건최고회의 혁명검찰부장으로 활동하였음. 1963년 1월 준장으로 진급과 동시에 예편하였음
- 1963년 혁명공약에 따라 민정이양을 해야한다고 계속 주장하다가 반혁명사건으로 박임항, 김동하 등 함경도 출신 혁명주체세력과 함께 전격 체포. 군사재판에 회부돼 징역 13년형 선고. 1년간 투옥되었다가 공화당 집권이 확정되자 공소취하, 형면제처분으로 석방된후 의정부에서 농사를 지으며 지냄
- 1964년 한국독립당 최고위원
- 1966년 한국독립당 최고위원 직위 퇴임.
- 1968년부터 반공정신을 함양하고 민족사관을 확립하기 위해 사재를 털어 월간지 《자유》를 발간.
- 1976년 이유립, 안호상, 유봉영, 문정창, 박시인, 임승국 등과 함께 국사찾기 협의회 조직 강단학회와 맞서 국사찾기 운동을 전개하였으며 《환단고기》에 대한 사료를 조사, 발굴 세상에 알림.[9]
- 유신정권하에서 임승국과 박정희 대통령을 상대로 국사교과서 개정 행정소송을 하기도 하였으며 이후 《자유》지는 재야 사학자들의 논문 및 주장을 발표할 수 있는 토대가 되었다.
- 이기간 중 문화적인 관점에서 일본문화의 근원이 한국에 있음을 학술적으로 밝힌 미국의 동양미술사학자인 존 카터 코벨(Jon Carter Covell)이 국내에서 연구와 저술활동을 할 수 있도록 지원을 아끼지 않았음[10]
- 1986년 한국국민당 상임고문 겸 당무위원(1986년 1월)
- 1986년 한국국민당 상임고문 겸 당무위원 직위 퇴임(1986년 6월)

## 가족 및 친척 관계
- 아내: 이겸희(李謙熙). 부인 이겸희는 수렵인 이상오의 딸이며, 독립운동가 이상정, 시인 이상화, 사학자이자 체육인인 이상백의 조카이기도 하다. 치과의사 겸 성형외과 의사이며 경북대학교 치대 학장을 지낸 이열희과는 6촌 남매간이었다.
- 장인: 이상오(李相旿, 1905년 ~ 1969년. 수렵가, 바둑 유단자. 아호(雅號)는 모남(慕南). 경상북도 대구 우현고등보통학교 및 일본 호세이 대학교 법정학과 학사 출신.)
- 처백부: 이상정(李相定, 1897년 6월 10일 ~ 1947년 10월 27일. 독립운동가. 아호(雅號)는 청남(晴南), 산은(汕隱). 이상오(李相旿)의 첫째형. 대한독립군 중장)
- 처백모: 권기옥(權基玉, 1901년 1월 11일 ~ 1988년 4월 19일. 독립운동가. 이상정(李相定)의 부인, 여성 비행사, 대한독립군 대령)
- 처중부: 이상화(李相和, 1901년 5월 9일 ~ 1943년 4월 25일. 민족 시인. 아호(雅號)는 상화(尙火, 想華), 무량(無量), 백아(白啞). 이상오(李相旿)의 둘째형.)
- 처숙부: 이상백(李相佰, 1904년 8월 6일 ~ 1966년 4월 14일. 사학자 겸 체육인. 아호(雅號)는 상백(想白), 백무일재(百無一齋). 이상오(李相旿)의 셋째형.)
- 처종조부: 이일우(李一雨), 민족운동가 겸 계몽사상가,
- 6촌 재종처남: 이열희(李烈熙, 1924년 12월 18일 ~ 2012년 8월 9일), 치과의사 겸 성형외과 의사, 경북대학교 의과대학 교수, 치과대학 1,2대 학장
- 6촌 재종동서: 서정귀(徐廷貴, 1919년 ~ 1974년), 4대·5대 국회의원, 재무부 차관(1960년), 호남정유사 사장 역임

## 학력
- 만주국 지린 성 옌볜 자치주 옌지 사범학교 졸업
- 대한민국 군사영어학교 1기(1946년)
- 대한민국 통위부 보병학교 졸업(1947년)
- 대한민국 조선경비보병학교 졸업(1948년)
- 미국 육군 특수전학교 졸업(1955년)
- 미국 미주리 종합군사학원 졸업(1956년)
- 대한민국 육군포병학교 졸업(1957년)
- 대한민국 육군공병학교 졸업(1957년)
- 대한민국 육군기갑학교 졸업(1958년)
- 대한민국 육군보병학교 졸업(1958년)
- 대한민국 국방대학교 행정학사 5기(1960년)

## 이갑성 밀정설
1980년 자신이 발행하는 잡지 자유 지에 이갑성의 밀정설을 제기했다. 80년 임정 국무위원 출신 조경한(曺擎韓)이 박창암을 불러 이갑성이 일제의 밀정 노릇을 했다고 주장, 내가 이걸 밝혀야 되겠는데 자네 용기 있나'라고 했고, 박창암은 조경한의 부탁을 수락했다.
조경한의 진술을 토대로 월간 <자유>에 발표했고 이갑성은 병석에서 소송을 제기했으나 재판진행 중 소송의 결과를 보지 못하고 사망, 소송은 취소되었다. 뒤에 윤치영이 그를 찾아와 몇이 달라붙어도 해결못할 일을 해결했다며 치하하였다.
이갑성의 친일 논란은 또 다른 독립운동가 조경한, 이강훈 등에 의해 일제에 전향해 밀정까지 했다는 의혹이 한동안 제기됐으나, 구체적인 행적을 조사한 결과 문제 제기의 내용이 사실과 일치하지 않는다는 것이 확인됐다. 1940년대 상하이에 나타났던 비슷한 이름의 밀정에 대한 소문이 와전되면서 발생한 오해일 가능성이 대단히 크다.

## '해방 후 광복군'과 박정희 비밀공작원설
박정희가 만주군에 있을 당시 비밀리에 광복군 활동을 했다는 설이 있으나, 박정희와 함께 근무했던 신현준이 광복군의 존재 자체를 광복 후 베이징으로 이동할 때까지 전혀 모르고 있었다고 증언한 바 있다. 신현준의 증언은 박정희의 비밀광복군설에 대한 중요한 반박의 근거로 사용되고 있다.
해방 직후 북경에는 광복군 출신, 학도병 출신 등 수많은 조선 청년들이 집결하였다. 그 숫자가 대략 400여 명에 달했는데 만주군 대위 출신은 신현준과 중위 출신의 박정희 전 대통령도 있었다. 임시정부는 동북반사처(辦事處) 최용덕 처장을 보내 이들에게 임시거처를 마련해주었다. 그러고는 이들을 임시로 김학규 광복군 3지대장 휘하로 편입시켰다. 이때 신현준과 박정희는 만주군 장교 경력을 인정받아 3지대 1대대장과 2중대장을 각각 맡았다. 이들은 모두 '해방 후 광복군'이다.
박정희처럼 고등교육을 받은 일본군 장교는 “(세력 확장을 위해) 일본군 출신 조선인들을 광복군에 적극 편입한다”는 한국독립당의 방침에 따라 광복군에 적극 편입됐다. 염인호 서울시립대 교수(사학)가 쓴 논문 ‘해방 후 한국독립당의 중국 관내지방에서의 광복군 확군활동’을 보면, ‘박정희처럼 해방 이후 확군된 병사의 수는 베이징 1300여명, 난징 800여명, 상하이 1300여명 등’인 것으로 나타난다.
박정희가 소속된 광복군 부대는 아마도 북평잠편지대일 것으로 보이는데, 일부 증언에는 제3지대 주평진대대(駐平津大隊)라고도 한다. 평진이란 북평과 천진에서 따온 말이다. 이 부대의 대대장은 박정희와 같이 근무한 신현준이었고 신현준은 광복군의 존재를 해방 이전에는 알지 못했다고 회고했다. 이 부대는 실제 광복군 부대라기보다 해방이라는 급격한 상황 변화에 따라 광복군이 세불리기 차원에서 부대 명칭을 부여한 것으로, 사실상 일종의 포로수용부대였다. 이들 부대를 관리한 중국쪽 기관이 부로관리처(俘虜管理處)인 것도 이를 증명한다.
이게 박정희가 일제 패망 이전에 광복군 비밀요원이었다는 식으로 기술한 소설 <광복군>(저자 박영만)의 근거로 활용됐다. 그러나 이는 사실이 아니다. 증언자는 이용(李龍), 해방 전엔 이집용(李集龍)이었다. 간도특설대에 대해 제대로 증언한 유일한 사람이었다. 박정희·신현준이 광복군 김학규 장군에게서 “적당한 시기에 일본군을 공격하라”는 명령을 받고 1945년 7월에 베이징에서 다시 철석부대로 돌아오는 등 비밀광복군이었다는 얘기는 거짓말이라는 것이다.
소설광복군에 근거하여 많은 가짜 정보들이 유통되었다. 육군본부가 발간한 '창군전사', 장창국이 출간한 '육사 졸업생'에도 등장한다.
‘만주에 있던 장교들은 그들대로의 지하조직이 있었다. 박정희, 신현준, 이주일 등은 광복군 제3지대의 비밀 광복군으로서 거사 직전에 해방을 맞이했다.’ (육군본부 발간 ‘창군전사’ 265쪽)
창군전사 말고도 박정희를 비밀 광복군으로 묘사한 책은 더 있다. 박정희 정권에서 합참의장, 국회의원을 지낸 장창국(전 합참의장, 작고)씨가 1984년 <육사졸업생>이란 책에서 '광복군 비밀요원설'을 주장하면서 확산되기 시작했다. 당시 장씨는 책에서 "신태양악극단이 '철석부대'로 위문갔을 때 이 악극단의 잡역부로 위장한 비밀광복군 이용기가 박정희와 접촉, 그를 비밀광복군으로 만들었다"고 썼다.
그러나 이는 모두 날조된 것이다. 부대장의 이름을 따 일명 '철석부대'로 불린 이 부대는 1939년 명월구에서 조선인 독립대대로 출발한 부대로 박정희는 이 부대에 간 적이 없다. 철석부대 출신인 박창암(육군 준장 예편, 작고)씨, 송석하(육군 소장 예편, 작고)씨 등은 생전에 "박정희는 철석부대 문전에도 가본 적이 없다"고 증언한 바 있다.
또 '신태양 악극단' 단장을 지낸 작곡가 손목인(작고)씨는 생전에 "더러 군대 위문도 갔지만 철석부대는 들어본 일이 없고, 이용기라는 이름도 기억나지 않는다"고 증언했다. 또 단원이었던 가수 신카나리아씨와 영화배우 황해씨 등도 지난 97년 "이용기라는 이름은 기억에 없다"고 증언한 바 있다.
광복군 출신인 장준하는 1967년 대선에 맞추어 나온 소설 <광복군>(저자 박영만)에 격분한다. 친일파 박정희 대통령을 비밀광복군으로 둔갑시켰기 때문이었다. 1967년도 당시에 야당 대통령 후보 윤보선을 지지하며 전국을 돌아다니면서 줄기차게 비판한다. 고상만의 ‘중정이 기록한 장준하’ 책에도 그 이야기가 언급돼 있다. ‘지금 현재 일각에서 박정희 후보가 광복군이라고 하면서 써놓은 책이 있는데 이것은 전부 다 거짓말이다. 내가 광복군이기 때문에 정확히 안다. 그는 당시에 만주에서 일본군 장교로 있었다.’ 이같은 언급에 대해서 당시 중앙정보부가 중요상황 보고로 장준하의 발언을 일일이 기록했다.
또 당시 정황을 비교적 잘 아는 김승곤 전 광복회장은 “박영만은 청와대에서 돈을 받을 줄 알고 ‘광복군’을 썼는데, 내용을 훑어본 박 대통령은 ‘내가 어디 광복군이냐. 누가 이 따위 책을 쓰라고 했냐’며 화를 냈고, 결국 박영만은 돈 한푼 못 받고 거창하게 준비한 출판기념회도 치르지 못했다”고 증언했다.
소설 광복군이 출간될 당시 중앙정보부에 근무한 이종찬 전 국회의원의 증언이다. “이건 내가 실제로 겪은 것으로 1967~68년 중앙정보부에 ‘<광복군>(저자 박영만) 책을 모두 거둬들이라’는 지시가 내려왔다. 어렵게 책을 수거해 봤더니 ‘박정희가 광복군 활동을 했다’는 내용이었다. 박 대통령이 그것을 읽고 ‘이런 거짓말을 해선 안된다. 해방 후 김학규 광복군 3지대장이 만주에 있던 한국 국적 군인을 모았다. 그때 잠시 구대장으로 사병을 모아 훈련시킨 적이 있다. 이것은 해방 이후로 내가 장준하나 김준엽처럼 일제때 독립군을 했다는 것은 말이 안된다. 그래서 책을 거두어들이라고 했다’는 것이다.”
박정희가 '해방후 광복군'이기는커녕 길거리를 배회하던 그를 체포해서 국내로 송환했다는 자료도 있다. 김홍신의 홈페이지 '박정희 광복군편입은 허위날조'에 따르면 광복군 출신의 항일투사 이재현(이형진의 부친)은 북평 판사처 주임(광복군 소령/지역 사령관)이었다. 일제가 패망하자 박정희가 속한 만주군 8단이 해체되고 베이징으로 나와 길거리를 배회하던 박정희를 잡아 들여 한국으로 송환한 책임자가 이재현이라고 한다. 당시 북평 판사처의 임무는 재 중국동포와 한국 국적의 일본군들을 본국으로 송환하는 것이 임무였다. 일본군 출신이 너무 많아 군의 편제가 필요하여 신현준 일본군 대위를 대대장으로 이주일과 박정희 일본군 중위를 중대장으로 하여 통솔케 하고 본국으로 송환하였던 것뿐이다. 박정희가 광복군 3지대에 편입되었다는 주장은 틀렸다는 것이다. 이 내용은 전 정보원장인 이종찬 씨가 2004년 8월 26일 중앙일보에 투고한 글에 대한 반박을 위해 쓴 글이었다.

## 같이 보기
| - 간도특설대 - 한국 전쟁 - 만주 - 민족주의 - 환단고기 - 고구려 - 단기고사 - 이유립 - 안호상 - 문정창 - 박정희 - 백선엽 - 신현준 - 이갑성 - 이승만 - 윤치영 - 자유 | - 베트남 전쟁 - 5·16 군사 정변 - 제3공화국 - 이상정 - 이상화 - 이상백 - 장도영 - 박임항 - 박중양 - 유원식 - 윤보선 - 계연수 - 권기옥 - 장도빈 - 이열희 - 조경한 - 최남선 | - 정일권 - 김동하 - 김홍일 - 김종필 - 박중양 - 안호상 - 이광수 - 이덕일 - 이범석 - 이병도 - 윤치호 - 채명신 |

## 관련 서적
- 양종현, 《백년의 여정: 정사의 전윤 한암당 이유립 평전》 (상생출판, 2009)
- 정용석, 《햇볕정책 기대와 좌절》 (자유사, 1999)